# Fabrizio Lazari
Fabrizio Lazari (Alessandria, 14 febbraio 1797 – Torino, 8 dicembre 1860) è stato un politico e militare italiano.

## Biografia
Figlio del nobile Bartolomeo Lazari e di sua moglie, la nobildonna Chiara De Rege di Giflenga, intraprese la carriera militare ancora giovanissimo nell'ambito dell'esercito piemontese.
Tenente dal 13 novembre 1816, venne nominato capitano già dal 16 aprile 1820 per poi passare al grado di maggiore dal 29 novembre 1830. Tenente colonnello (dal 4 aprile 1835), divenne poi colonnello e passò al corpo dei Carabinieri reali ottenendo l'incarico di vicecomandante generale dei Carabinieri dal 18 luglio 1837 al 10 dicembre 1847 e la nomina a comandante generale dei Carabinieri dall'11 dicembre 1847 (effettivo dal 1º gennaio 1848) al 13 ottobre 1848, con la corrispettiva promozione a maggiore generale ottenuta già dal 2 novembre 1844. Sempre nel 1848 divenne aiutante di campo del re Carlo Alberto di Savoia ed ottenne quindi il grado di luogotenente generale d'armata che lo portò poi a divenire membro del Congresso consultivo permanente di guerra dal 6 novembre 1850.